# Brutalbänk
Brutalbänk är en styrketränande övning. Övningen används bland annat för att mäta fysisk status hos gymnaster då en stark bålstabilitet är viktig. Övningen går ut på att från hängande i knävecken sedan utföra situps från detta läge.
Brutalbänken ingår i "golden three" (chins, situps (brutalbänk) och dips) som är framställt av Sveriges Olympiska Kommitté och görs bland annat på Sveriges idrottsgymnasier.